# Brandon Miller

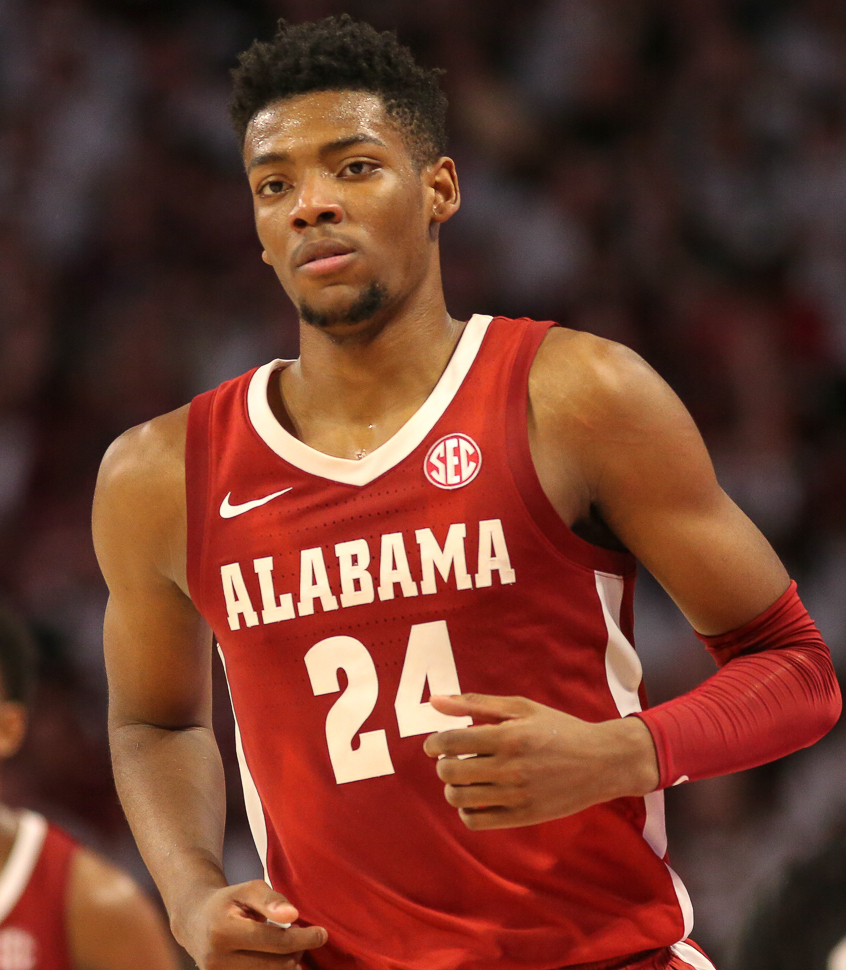
Brandon Miller, 2023.

Brandon Jordan Miller, född 22 november 2002 i Nashville i Tennessee, är en amerikansk professionell basketspelare (SG/SF) som spelar för Charlotte Hornets i National Basketball Association (NBA).
Han draftades av Charlotte Hornets i första rundan i 2023 års draft som andre spelare totalt.
Innan Miller blev proffs studerade han vid University of Alabama och spelade för universitetets idrottsförening Alabama Crimson Tide.